# 藤波清忠
藤波 清忠（ふじなみ きよただ）は、室町時代の公卿。神祇大副、伊勢神宮祭主。

## 生涯
神宮祭主藤波清世の子として生まれる。初名は清宣（きよのぶ）。
応永35年（1428年）4月、祭主であった大中臣通直が逝去するが、それに伴って、同年中に祭主となる。その後、神祇権大副となる。永享3年（1431年）には正三位となる。永享11年（1439年）に神祇大副へ転任した。
嘉吉3年（1443年）9月3日、通直の子・宗直が祭主となるも、同月20日（1443年10月13日）に清忠が還任した。文安3年（1446年）4月には再び宗直が祭主となるが宝徳2年（1450年）正月に宗直が病で亡くなり、同年2月5日、清忠が祭主に還任した。寛正元年（1460年）8月、神祇権大副吉田兼名が従二位に昇叙してしまったことで、後日、同日付で従二位に叙された。

## 官歴
- 正三位非参議、神祇権大副
- 永享11年3月18日（1439年5月1日）、神祇大副
- 寛正元年8月8日（1460年8月24日）、従二位

## 系譜
- 父：藤波清世
  - 兄弟：藤波清誠、藤波清基、藤波清郷
- 妻：不詳
  - 長男：藤波秀忠
  - 次男：大中臣敏忠